# Denise Affonço
Denise Affonço là tác giả Campuchia người Pháp gốc Việt đã viết về trải nghiệm kinh hoàng của mình dưới thời Khmer Đỏ trong cuốn hồi ký nhan đề Thoát khỏi địa ngục Khmer Đỏ, với phần đề tựa của Jon Swain. Bà chào đời tại Phnôm Pênh, Campuchia, mẹ là người Việt Nam và cha là người Pháp và lớn lên từ trước cuộc Nội chiến Campuchia. Sau khi Khmer Đỏ lên nắm quyền, Denise Affonço bị đưa về vùng nông thôn lao động nặng nhọc nhưng về sau lại may mắn thoát chết khi được bộ đội Việt Nam cứu giúp, riêng chồng thì mất tích không tìm được xác và con gái chết vì đói. 
Ban đầu được viết bằng tiếng Pháp, tác phẩm gần đây mới được Reportage Press xuất bản sang tiếng Anh và nhận được đánh giá tích cực từ tờ The Economist với phần bình luận rằng "Tòa án Đặc biệt Tư pháp Campuchia đúng như tên gọi vốn có sau cùng vẫn hoạt động hiệu quả khiến cho việc xuất bản bằng tiếng Anh cuốn hồi ký đau buồn của Denise Affonço như một lời nhắc nhở kịp thời về lý do tại sao tác phẩm này vẫn có tầm quan trọng."

## Phỏng vấn
- Interview on France 24[liên kết hỏng]
- 'Living Through the Terror' The Economist
- Interview on the BBC[liên kết hỏng]
- 'A mother never forgets by Jon Swain' The Sunday Times Lưu trữ ngày 17 tháng 5 năm 2011 tại Wayback Machine